# Pontorson
Pontorson és un municipi francès situat al departament de la Manche i a la regió de Normandia. L'any 2007 tenia 4.108 habitants.

## Demografia

### Població
El 2007 la població de fet de Pontorson era de 4.108 persones. Hi havia 1.821 famílies de les quals 741 eren unipersonals (276 homes vivint sols i 465 dones vivint soles), 632 parelles sense fills, 344 parelles amb fills i 104 famílies monoparentals amb fills.
La població ha evolucionat segons el següent gràfic:
Habitants censats

### Habitatges
El 2007 hi havia 2.417 habitatges, 1.877 eren l'habitatge principal de la família, 199 eren segones residències i 340 estaven desocupats. 1.874 eren cases i 535 eren apartaments. Dels 1.877 habitatges principals, 1.159 estaven ocupats pels seus propietaris, 688 estaven llogats i ocupats pels llogaters i 30 estaven cedits a títol gratuït; 27 tenien una cambra, 230 en tenien dues, 403 en tenien tres, 476 en tenien quatre i 741 en tenien cinc o més. 1.302 habitatges disposaven pel capbaix d'una plaça de pàrquing. A 937 habitatges hi havia un automòbil i a 571 n'hi havia dos o més.

### Piràmide de població
La piràmide de població per edats i sexe el 2009 era:
| Homes | Edats   | Dones |
| ----- | ------- | ----- |
| 0     | 95 o +  | 16    |
| 12    | 90 a 94 | 20    |
| 24    | 85 a 89 | 76    |
| 44    | 80 a 84 | 84    |
| 88    | 75 a 79 | 176   |
| 116   | 70 a 74 | 132   |
| 148   | 65 a 69 | 148   |
| 148   | 60 a 64 | 136   |
| 108   | 55 a 59 | 140   |
| 156   | 50 a 54 | 228   |
| 156   | 45 a 49 | 132   |
| 144   | 40 a 44 | 124   |
| 120   | 35 a 39 | 140   |
| 116   | 30 a 34 | 104   |
| 92    | 25 a 29 | 120   |
| 76    | 20 a 24 | 72    |
| 124   | 15 a 19 | 96    |
| 116   | 10 a 14 | 76    |
| 104   | 5 a 9   | 120   |
| 56    | 0 a 4   | 64    |

## Economia
El 2007 la població en edat de treballar era de 2.414 persones, 1.607 eren actives i 807 eren inactives. De les 1.607 persones actives 1.459 estaven ocupades (797 homes i 662 dones) i 148 estaven aturades (54 homes i 94 dones). De les 807 persones inactives 399 estaven jubilades, 138 estaven estudiant i 270 estaven classificades com a «altres inactius».

### Ingressos
El 2009 a Pontorson hi havia 1.841 unitats fiscals que integraven 3.763 persones, la mediana anual d'ingressos fiscals per persona era de 16.622 €.

### Activitats econòmiques
Dels 272 establiments que hi havia el 2007, 4 eren d'empreses extractives, 8 d'empreses alimentàries, 5 d'empreses de fabricació d'altres productes industrials, 24 d'empreses de construcció, 71 d'empreses de comerç i reparació d'automòbils, 12 d'empreses de transport, 41 d'empreses d'hostatgeria i restauració, 2 d'empreses d'informació i comunicació, 16 d'empreses financeres, 13 d'empreses immobiliàries, 26 d'empreses de serveis, 22 d'entitats de l'administració pública i 28 d'empreses classificades com a «altres activitats de serveis».
Dels 70 establiments de servei als particulars que hi havia el 2009, 1 era una oficina d'administració d'Hisenda pública, 1 gendarmeria, 1 oficina de correu, 7 oficines bancàries, 2 funeràries, 4 tallers de reparació d'automòbils i de material agrícola, 1 taller d'inspecció tècnica de vehicles, 2 autoescoles, 5 paletes, 9 guixaires pintors, 1 fusteria, 3 lampisteries, 2 electricistes, 6 perruqueries, 2 veterinaris, 15 restaurants, 3 agències immobiliàries, 3 tintoreries i 2 salons de bellesa.
Dels 44 establiments comercials que hi havia el 2009, 3 eren supermercats, 2 grans superfícies de material de bricolatge, 1 una gran superfície de material de bricolatge, 1 una botiga de més de 120 m², 6 fleques, 4 carnisseries, 2 peixateries, 2 llibreries, 7 botigues de roba, 2 botigues d'equipament de la llar, 1 una botiga d'equipament de la llar, 1 una sabateria, 3 botigues de mobles, 1 una botiga de mobles, 2 drogueries, 2 joieries i 4 floristeries.
L'any 2000 a Pontorson hi havia 106 explotacions agrícoles que ocupaven un total de 2.862 hectàrees.

## Equipaments sanitaris i escolars
El 2009 hi havia 3 psiquiàtrics, 2 farmàcies i 1 ambulància.
El 2009 hi havia 1 escola maternal i 2 escoles elementals. Pontorson disposava d'un col·legi d'educació secundària amb 221 alumnes.

## Poblacions més properes
El següent diagrama mostra les poblacions més properes.